# Fränk Schleck
Fränk René Schleck (* 15. April 1980 in Luxemburg) ist ein ehemaliger luxemburgischer Straßenradsportler, der während seiner aktiven Zeit unter anderem das Amstel Gold Race 2006 und die Tour de Suisse 2010 gewann und bei der Tour de France 2011 Rang drei belegte.

## Karriere

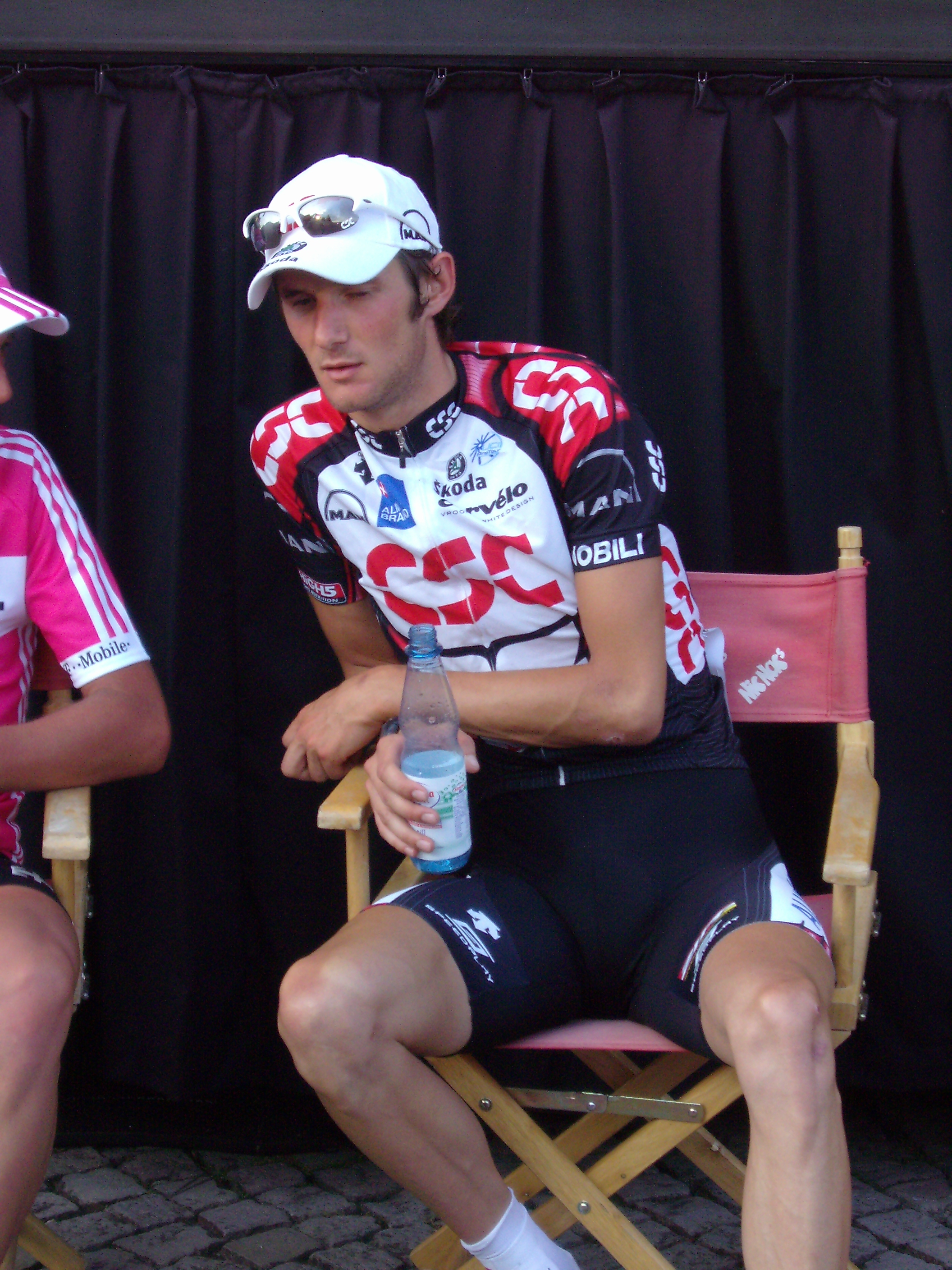
Schleck 2006 bei der Dreiländertour

Fränk Schleck, dessen Vater Johny ebenfalls Radprofi war, erhielt im Jahr 2003 einen Vertrag im Team CSC-Saxo Bank von Bjarne Riis, wo er bis zum Ablauf der Saison 2010 blieb, bevor er die Mannschaft zusammen mit seinem Bruder Andy verließ und sich Leopard Trek anschloss.
Seinen ersten international bedeutenden Erfolg erreichte er mit dem Sieg beim Amstel Gold Race 2006, nachdem er am Zielhang aus einer Spitzengruppe attackierte. Im gleichen Jahr konnte er die 15. Etappe der Tour de France von Gap nach L’Alpe d’Huez gewinnen. Er war Teil einer größeren Ausreißergruppe und distanzierte drei Kilometer vor der Bergankunft seinen letzten Begleiter Damiano Cunego.
Am 27. April 2008 wurde Schleck beim Klassiker Lüttich–Bastogne–Lüttich im Finale nur von Alejandro Valverde und Davide Rebellin geschlagen. Einen Platz hinter ihm belegte sein jüngerer Bruder Andy Platz vier. Bei der darauffolgenden Tour de France 2008 trug er vier Tage das Gelbe Trikot des Gesamtführenden, bevor er nach einem Angriff seines Teamkollegen und späteren Gesamtsiegers Carlos Sastre die Führung an diesen verlor. Er beendete diese Rundfahrt als Sechster der Gesamtwertung.
Fränk Schleck gewann die bergige 17. Etappe der Tour de France 2009 vor Alberto Contador sowie seinem Bruder Andy Schleck und wurde am Ende Fünfter der Gesamtwertung. Außerdem siegte der Ältere der Schleck-Brüder bei der achten Etappe der Kalifornien-Rundfahrt, wurde Zweiter bei Paris–Nizza und gewann neben der dritten Etappe auch die Gesamtwertung der Luxemburg-Rundfahrt.
2010 konnte er die zweite Etappe der Luxemburg-Rundfahrt für sich entscheiden und belegte den zweiten Platz in der Gesamtwertung. Bei der anschließenden Tour de Suisse entschied der Luxemburger die dritte Etappe für sich und übernahm nach einem dreizehnten Platz beim Einzelzeitfahren in der neunten und letzten Etappe auch die Gesamtwertung dieser Rundfahrt. Bei einem schweren Sturz auf der dritten Etappe der Tour de France 2010 zog er sich im Schulterbereich mit einem dreifachen Bruch des Schulterblatts und einem komplizierten Bruch des Schlüsselbeins so schwere Verletzungen zu, dass er das Rennen aufgeben musste.
Nachdem Schleck im Frühjahr 2011 die Gesamtwertung des Critérium International für sich entschied, belegte er bei der anschließenden Tour de France 2011 belegte Schleck Rang drei mit 2:30 Minuten auf den Sieger Cadel Evans und seinem Bruder und Teamkollegen Andy, der mit 1:34 Minuten Rückstand Zweiter wurde.
Schleck wurde nach der 13. Etappe der Tour de France 2012 positiv auf das Diuretikum Xipamid getestet. Das teilte der Radsportweltverband UCI am Abend des 17. Juli mit. Diuretika werden häufig dazu verwendet, die Einnahme von Dopingmitteln zu verschleiern. Sein Team zog ihn am selben Tag von der Tour zurück. Am 20. Juli 2012 wurde das Ergebnis nach der Analyse der B-Probe bestätigt. Im Januar 2013 wurde Fränk Schleck rückwirkend vom 14. Juli 2012 an für ein Jahr gesperrt. Damit konnte er nicht an der Tour de France 2013 teilnehmen. Am 4. Juli 2013 gab Schlecks Team RadioShack bekannt, dass es ihn auch nach Ablauf der Sperre nicht mehr einsetzen und den Vertrag mit ihm beenden werde. Möglich mache dies eine Klausel in Schlecks Vertrag, wonach im Falle eines positiven Dopingbefundes eine Kündigung möglich wäre.
Nach Ablauf seiner Sperre wurde Schleck 2014 zum fünften Mal nach 2005, 2008, 2010 und 2011 luxemburgischer Straßenmeister und schloss die Tour de France 2014 auf dem 12. Platz in der Gesamtwertung ab.
Bei der Tour de France 2015 konnte er aufgrund der Spätfolgen eines Sturzes beim Klassiker Lüttich-Bastogne-Lüttich nicht an den Start gehen. Auf der Bergankunft der 16. Etappe der Vuelta a España 2015 gewann er nach über vier Jahren sein erstes internationales Radrennen nach seiner Sperre und zugleich seinen letzten internationalen Wettbewerb seiner Karriere.
Ende der Saison 2016 beendete Fränk Schleck seine Radsportlaufbahn.

## Kontakt zu Eufemiano Fuentes
Die Süddeutsche Zeitung behauptete in ihrer Ausgabe vom 27. September 2008, dass Schleck als Kunde des Arztes Eufemiano Fuentes, nach dem der Dopingskandal Fuentes benannt ist, enttarnt sei. Bewiesen sei dies durch eine Überweisung an Fuentes aus dem März 2006. Auf Anfrage der Zeitung sagte Schleck, dass er nicht gedopt habe. Das überwiesene Geld sei für ein Trainingsprogramm bestimmt gewesen. Schleck selbst gab zu, Kontakt zu Fuentes gehabt zu haben, dass er diese jedoch sofort abgebrochen habe, als er von dessen Verbindungen zum Doping gehört habe. Aufgrund der Vorwürfe ermittelte die luxemburgische Anti-Doping-Agentur ALAD gegen Schleck, stellte das Verfahren aber ein, da es weder Beweise für versuchtes Doping noch durchgeführtes Doping gebe.

## Erfolge
| 2005 - Luxemburgischer Meister – Straßenrennen 2006 - Amstel Gold Race - eine Etappe Tour de France 2007 - eine Etappe Tour de Suisse - Giro dell’Emilia 2008 - Luxemburgischer Meister – Straßenrennen - Mannschaftszeitfahren Polen-Rundfahrt 2009 - eine Etappe Kalifornien-Rundfahrt - Gesamtwertung und eine Etappe Luxemburg-Rundfahrt - eine Etappe Tour de France | 2010 - eine Etappe Luxemburg-Rundfahrt - Gesamtwertung und eine Etappe Tour de Suisse - Luxemburgischer Meister – Straßenrennen 2011 - Gesamtwertung und eine Etappe Critérium International - Luxemburgischer Meister – Straßenrennen 2014 - Luxemburgischer Meister – Straßenrennen 2015 - eine Etappe Vuelta a España |

## Grand Tour-Platzierungen
| Grand Tour            | 2004 | 2005 | 2006 | 2007 | 2008 | 2009 | 2010 | 2011 | 2012 | 2013 | 2014 | 2015 | 2016 |
| --------------------- | ---- | ---- | ---- | ---- | ---- | ---- | ---- | ---- | ---- | ---- | ---- | ---- | ---- |
| Giro d’ItaliaGiro     | –    | 42   | –    | –    | –    | –    | –    | –    | DNF  | –    | –    | –    | –    |
| Tour de FranceTour    | –    | –    | 10   | 17   | 5    | 4    | DNF  | 3    | DNF  | –    | 12   | –    | 34   |
| Vuelta a EspañaVuelta | 46   | –    | –    | –    | –    | DNF  | 4    | –    | –    | –    | –    | 24   | –    |

## Auszeichnungen
Am 15. Dezember 2006 wurde Fränk Schleck vor David Fiegen, dem Silbermedaillengewinner der 800 Meter bei den Leichtathletik-Europameisterschaften 2006, als bester männlicher Sportler 2006 in Luxemburg ausgezeichnet.